# Château de Saint-Jean de Beauregard (Essonne)
Pour les articles homonymes, voir château de Beauregard.
Le château de Saint-Jean de Beauregard est un château français situé à Saint-Jean-de-Beauregard dans le département de l'Essonne, en région Île-de-France.

## Situation
Le château de Saint-Jean de Beauregard est situé dans la commune française de Saint-Jean-de-Beauregard, dans l'ancienne province de Hurepoix, aujourd'hui le département de l'Essonne et la région Île-de-France, à vingt-cinq kilomètres au sud-ouest de Paris.
L'accès se fait par l'A10, ou la RN118, depuis Paris, sortie Les Ulis, commune limitrophe de Saint-Jean-de-Beauregard.

## Histoire
Le début de la construction du château date de 1612, sur la demande de François Dupoux, conseiller du Roi. Un nouveau château est alors construit à la place des ruines de Montfaucon qui faisait face à l'ancien château de Montlhéry. Le nouveau seigneur des lieux demande à Louis XIII la substitution du nom de Montfaucon, de sinistre renommée, en Beauregard. Le roi ordonne le changement de nom du lieu de Saint-Jean-de-Monfaucon en Saint-Jean-de-Beauregard.
François Garnier, écuyer, se rend acquéreur du domaine en 1638. Ensuite, le domaine passe dans les mains de Charles Doullet de Neufville, puis de Gabriel de Méhérenc de Saint Pierre, puis en 1669 d'un conseiller du Roi, Pierre de La Mouche.
Cent ans plus tard le château est vendu à Laurent Charron, Receveur général des Domaines et Forêts de la généralité de Paris (1678-1751). Françoise Matagon, sa veuve, reste seule maîtresse du domaine. Habitant rue Sainte-Avoye à Paris, elle en fait sa maison de campagne. Elle décède en 1768 et son fils unique, Laurent Charron (bapt. 1706) décède à son tour l'année suivante. Le château et domaine revient à la troisième fille de ce dernier, Françoise-Mélanie Charron, épouse de Victor-Amédée d'Auberjon, comte de Murinais, brigadier, maréchal de camp, chevalier de l'ordre de Saint-Louis. Le parc évolue timidement alors vers la mode anglaise. Le château est légué en 1866 à M. Quatresolz de Marolles, puis en 1879 le comte puis duc de Caraman achète le domaine. Les propriétaires actuels font partie de la famille de Caraman.
Le nom de "Beauregard" provient, selon la coutume, du point vu des terrasses du château, sur la vallée de la Salmouille, le panorama étant le plus beau donné à son regard pour le premier occupant.
Le château fut inscrit au titre des monuments historiques le 28 octobre 1926, le domaine dans son ensemble a finalement été classé le 5 juillet 1993.

## Architecture
Le bâtiment principal, en grès clair, est une construction classique du XVIIe siècle, sur 3 niveaux. Il est bordé par des communs, disposant d'un pigeonnier et d'une orangerie.

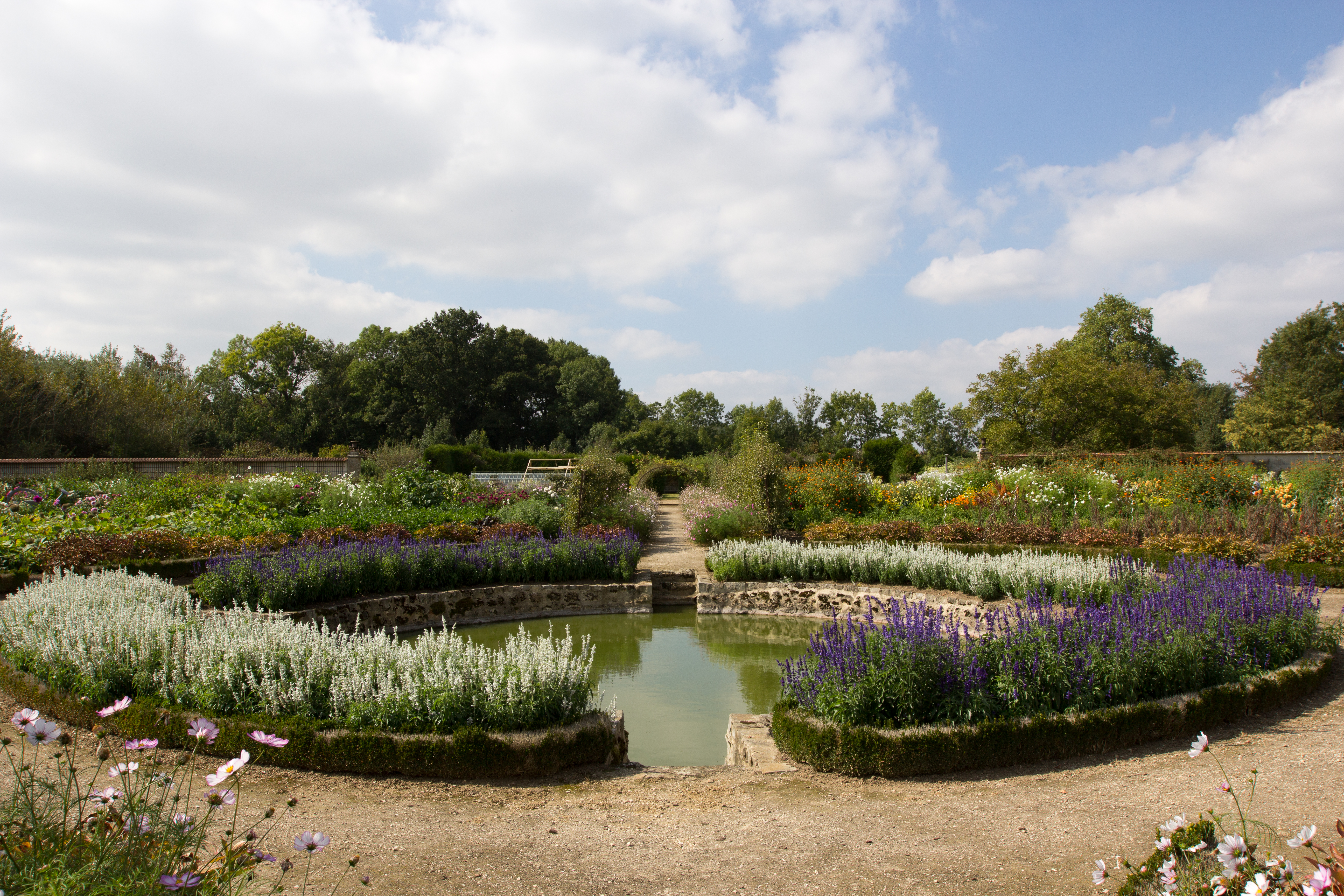
Le jardin potager fleuri à la française du château de Beauregard.

La perspective du parc, depuis les terrasses, ainsi que les alentours proches du château, sont composés d'un jardin dit à la française. Attenant aux communs, le domaine dispose d'un jardin potager (encore utilisé de nos jours, pour des légumes rares, lors des journées des plantes).
Le reste du domaine est une composition à l'anglaise, partie dans laquelle se situe une chapelle, en meulière et une glacière.
Le domaine de Saint-Jean-de-Beauregard est labellisé « Jardin remarquable ».

## Evènements
Le domaine accueille plusieurs types d'événements , et cela régulièrement comme le festival étudiant "L'Interfillières" édition 2024.

## Galerie de photographies

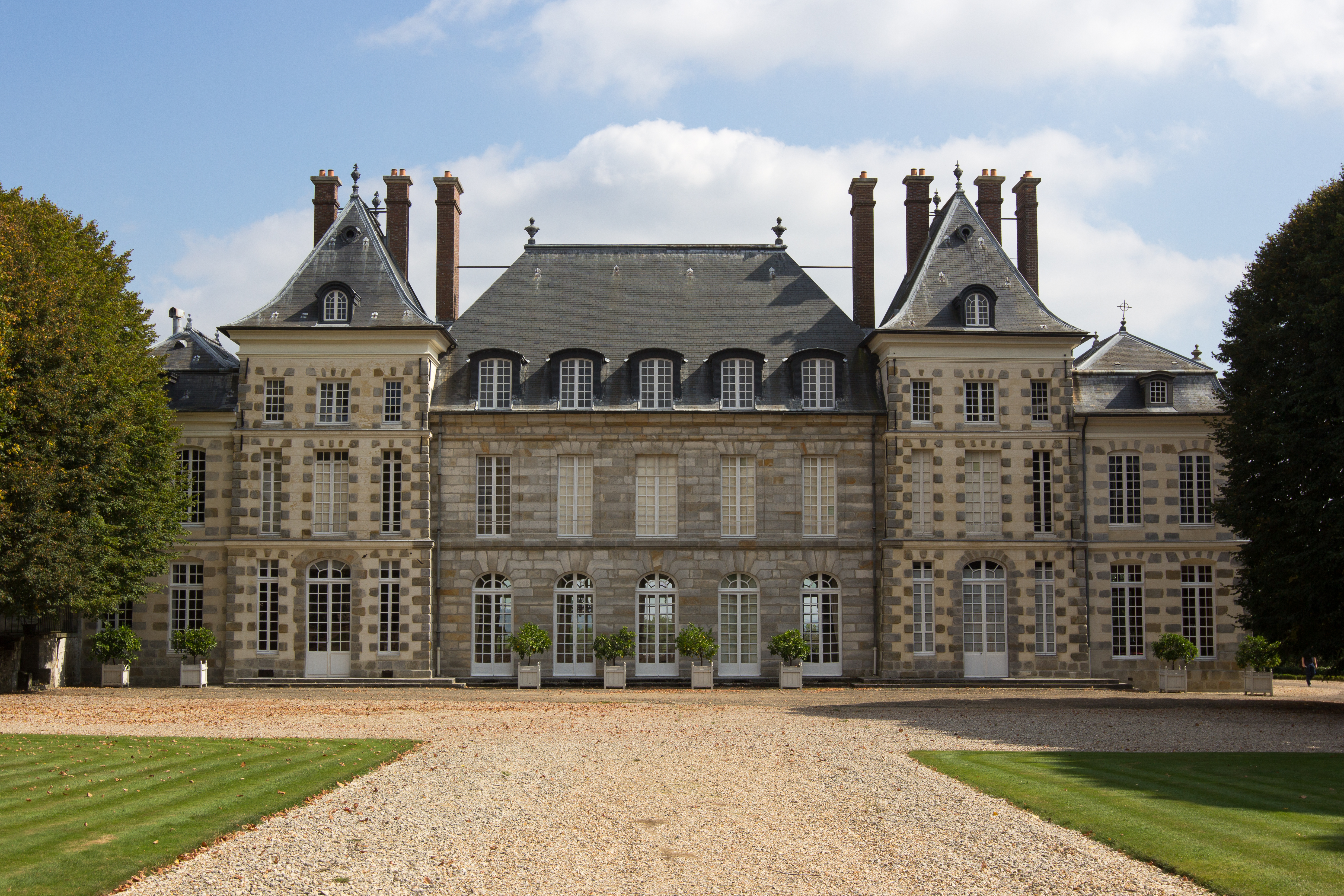
La façade occidentale du château.
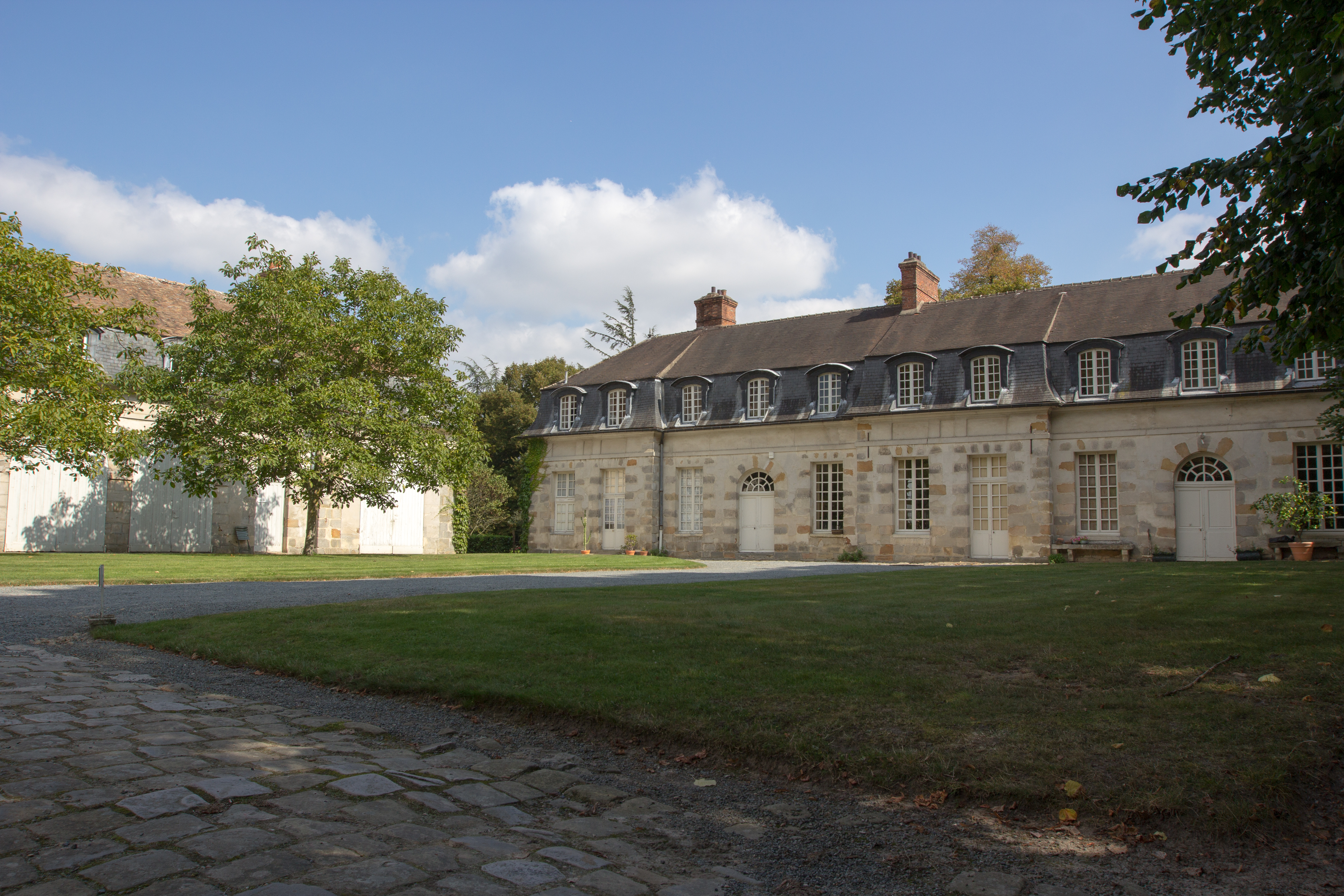
Les communs.
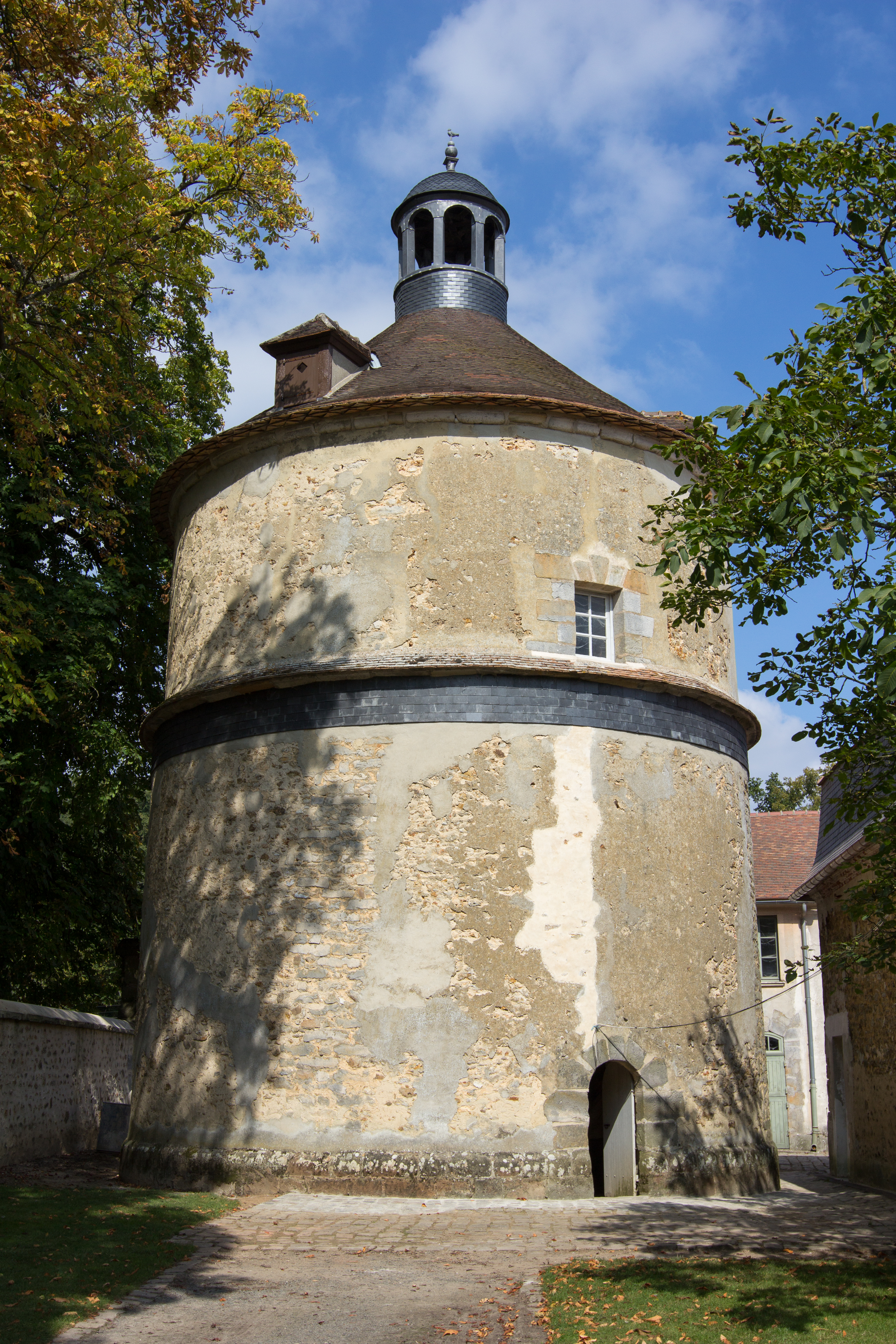
Le pigeonnier.
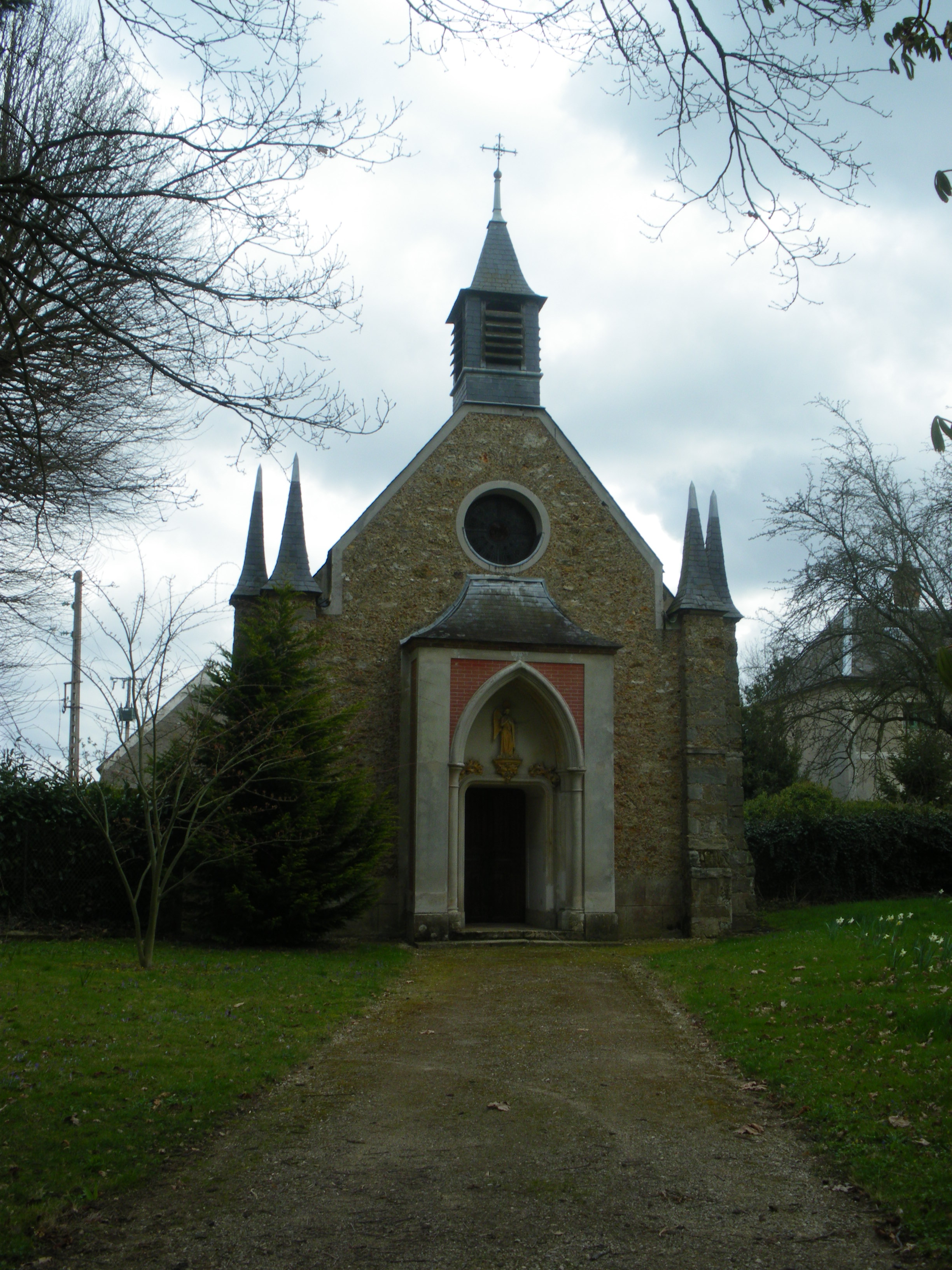
L'église du château.

## Pour approfondir

## Sources
1. ↑  Fiche du château de Saint-Jean-de-Beauregard sur le site topic-topos.com Consulté le 18/12/2012.
2. ↑  Notice no IA91000072, sur la plateforme ouverte du patrimoine, base Mérimée, ministère français de la Culture. Consulté le 18/12/2012.
3. ↑  Notice no PA00088006, sur la plateforme ouverte du patrimoine, base Mérimée, ministère français de la Culture. Consulté le 18/12/2012.
4. ↑  Fiche des communs du château sur le site topic-topos.com Consulté le 18/12/2012.
5. ↑  Fiche du pigeonnier du château sur le site topic-topos.com Consulté le 18/12/2012.
6. ↑  Fiche de l'orangerie du château sur le site topic-topos.com Consulté le 18/12/2012.
7. ↑  Fiche de la chapelle du château sur le site topic-topos.com Consulté le 18/12/2012.
8. ↑  Fiche de la glacière du château sur le site topic-topos.com Consulté le 18/12/2012.
9. ↑  Fiche du domaine de Saint-Jean-de-Beauregard sur le site du comité des parcs et jardins de France. Consulté le 19/11/2012.